# Corey Haim
Corey Ian Haim, född 23 december 1971 i Toronto, Ontario, död 10 mars 2010 i Burbank, Kalifornien, var en kanadensisk-amerikansk skådespelare. Han spelade i ett flertal filmer tillsammans med Corey Feldman. Duon Haim/Feldman blev kända som "The Two Coreys".

## Biografi
Haim slog igenom som ungdomsskådespelare i Hollywood på 1980-talet med filmer som Lucas, The Lost Boys och License to Drive. 
Haims utsikter som skådespelare grusades dock i och med hans allvarliga narkotikamissbruk under 1980- och 1990-talen. Haim var på väg tillbaka under senare delen av 2000-talet (och medverkade bland annat i dokusåpan "The Two Coreys" tillsammans med sin namne Corey Feldman) men kroppen gav upp till slut och Haim avled den 10 mars 2010.
Corey Haim är begravd på Pardes Shalom Cemetery i Vaughan i Kanada.

## Filmografi i urval
- 1985 – Silver Bullet
- 1986 – Lucas
- 1987 – The Lost Boys
- 1988 – Nu är det kört
- 1990 – Prayer of the Rollerboys
- 1991 – Dream Machine